# Romance
Romance jako literární žánr je lyricko-epická báseň, většinou o lásce (nejenom mezi lidmi, ale i k vlasti, národu atd.). Na rozdíl od balad nemá pochmurný nebo tragický děj.
Romance v hudbě představuje obvykle volnou lyrickou hudební skladbu.

## Příklad
Jan Neruda – Balady a romance (Neruda ale neužívá klasickou definici romance, jeho pojetí je založeno na tom, že zatímco děj balady je založen na nadpřirozené události, romance je realističtější, byť je vysloveně tragická, jako například Romance helgolandská)

## Přenesené významy
Slovo má i přenesené významy, označujeme jím například události spojené s příběhem romantické lásky.

## Názvy uměleckých děl
Vyskytuje se i v názvech některých jiných uměleckých děl:
- např. Romance o Karlu IV. Jana Nerudy

### audiovizuální díla
- Listopadová romance – americký film z roku 2001
- Pravdivá romance – americký film z roku 1993 [1]
- Romance pro křídlovku – český film z roku 1966 natočený na námět stejnojmenné básně Františka Hrubína[2]
- Romance za korunu – český film z roku 1975[3]
- Romance (film, 1999) – francouzský film z roku 1999
- Romance a cigarety – americký film 2005
- Zasněžená romance – americký film z roku 1941
- Žižkovská romance – český film z roku 1958